# Kenroku-en

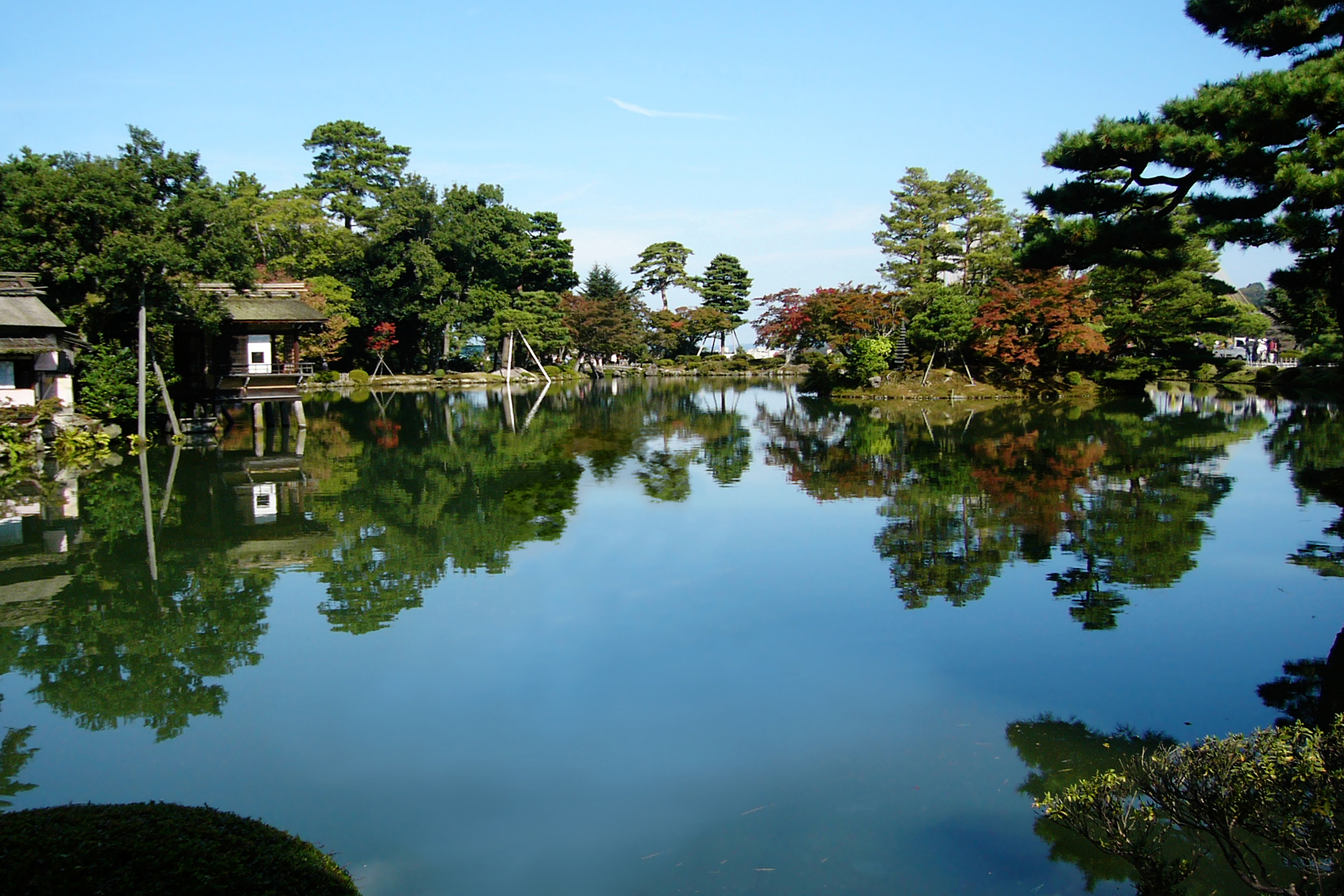
Kasumi-ga-ike 霞ヶ池 ("Stagno della bruma") a novembre.

Il Kenroku-en (兼六園? "Giardino dei sei attributi" o "Giardino delle sei sublimità") è un antico giardino privato nella città di Kanazawa, prefettura di Ishikawa, Giappone. 
È considerato uno dei tre giardini più belli del Giappone insieme al Kairaku-en di Mito e al Kōraku-en di Okayama.
Può essere visitato in qualsiasi momento dell'anno durante il giorno, a pagamento, ed è famoso per offrire ai suoi visitatori bellissimi scorci in ogni stagione. Il giardino si trova vicino all'entrata al castello di Kanazawa, e occupa una superficie di 114.436,64m.

## Storia

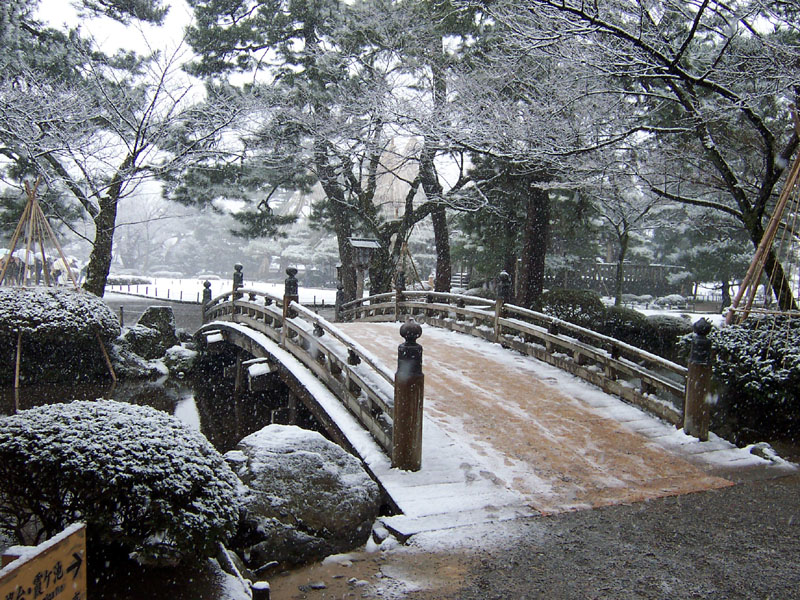
Hanami-bashi 花見橋 ("Ponte della contemplazione dei fiori") a dicembre.

La costruzione del Kenroku-en può essere fatta risalire all'inizio del XVII secolo per opera del clan Maeda, che governava il feudo di Kaga, apportando modifiche al giardino fino alla metà del XIX.
Non è semplice fornire una data esatta della sua origine. Secondo alcuni può essere fatta coincidere con la costruzione del canale Tatsumi nel 1632 da parte di Maeda Toshitsune, terzo capo del clan Maeda dal 1605 al 1639. Il canale venne in seguito incorporato nel 1822 nel tortuoso fiume artificiale del giardino.
Secondo altri, il giardino nasce grazie al quinto daimyo di Kaga, Maeda Tsunanori (r. 1645–1723). Questi fece costruire nel 1676 l'edificio chiamato Renchi-ochin 蓮池御亭 ("padiglione dello stagno del loto") sul pendio che si trova di fronte al castello di Kanazawa, e un giardino circostante, inizialmente chiamato Renchi-tei 蓮池庭, "giardino dello stagno del loto".

Poco si conosce della struttura e delle caratteristiche del Renchi-tei, a causa di un incendio che lo distrusse quasi interamente nel 1759. Stando a documenti risalenti agli anni precedenti, il giardino veniva spesso visitato dalla nobiltà locale, che vi organizzava banchetti per contemplare la luna e le foglie d'autunno, e per ammirare i cavalli. Vi è una leggenda legata alla Fontana sacra del Kenroku-en, secondo alcuni l'elemento più antico del giardino rimasto fino ai giorni nostri, che recita: 
1,200 anni fa, un contadino di nome Tōgorō 藤五郎 si fermò alla Fontana per lavare le patate. All'improvviso, sulla superficie dell'acqua iniziarono a risalire frammenti d'oro, motivo per cui la città venne chiamata Kanazawa 金沢, "Palude dorata". L'acqua proviene dal bacino per le purificazioni che si trova presso il santuario shintoista nelle vicinanze, e molte persone vengono a raccogliere l'acqua per la cerimonia del tè presso questa fontana.
La Shigure-tei, casa del tè costruita nel 1725 e miracolosamente sopravvissuta all'incendio del 1759, sembra indicare non soltanto la diffusione di questo rituale nel periodo precedente all'incendio, ma anche della cultura ad esso tradizionalmente associata, che avrebbe influenzato l'estetica del giardino. La Shigure-tei fu usata anche dopo l'incendio e poi completamente restaurata durante il periodo Meiji.
Un altro elemento già presente nel periodo precedente all'incendio del 1759 è la pagoda Kaiseki-tō, attualmente situata su un'isoletta nella zona centrale del laghetto Isago-ike. Secondo alcune fonti fu fatta erigere da Maeda Toshitsune, terzo daimyo di Kaga, che visse tra il 1594 e il 1658, ed è quindi possibile che sia precedente alla creazione del giardino Renchi-tei. Secondo altre fonti, la pagoda sarebbe stata inizialmente parte di una pagoda a 13 piani situata nel giardino Gyokusen-in del castello di Kanazawa.; una terza fonte riporta che essa fu portata dalla Corea da Katō Kiyomasa, di ritorno dalle campagne militari iniziate per volere di Toyotomi Hideyoshi, a cui sarebbe stata donata, che a sua volta avrebbe regalato a Maeda Toshiie. Se la teoria è vera, la pagoda arrivò nelle mani del clan Maeda tra il 1592 e il 1598, ovvero gli anni dei tentativi di Hideyoshi di conquistare la Corea e la Cina. Le teorie sopracitate non si escludono a vicenda, per cui è possibile che Maeda Toshiie abbia ricevuto da Hideyoshi una pagoda a 13 piani, posizionandola nel giardino Gyokusen-in, e che i daimyo successivi avrebbero spostato nella posizione attuale, riducendone il numero di piani.
Nel 1774, Maeda Harunaga, undicesimo daimyo di Kaga, iniziò i lavori di restauro del giardino, facendo costruire anche la Midori-taki ("Cascata verde") e la Yūgao-tei, una casa da tè. Altri miglioramenti vennero apportati nel 1822 quando il dodicesimo daimyo Narinaga fece costruire i tortuosi ruscelli del giardino, con acqua proveniente dal canale Tatsumi. Il tredicesimo daimyo Nariyasu fece aggiungere altri ruscelli ed espandere il lago Kasumi, donando al giardino la sua conformazione attuale. Il giardino fu aperto al pubblico il 7 maggio 1874.
Il nome Kenroku-en gli fu dato da Matsudaira Sadanobu su richiesta di Narinaga, ed è un riferimento ai sei attributi del paesaggio perfetto citati nel libro Luòyáng míngyuán jì 洛陽名園記 ("Cronache di famosi giardini di Luoyang"), scritto dal poeta cinese Li Gefei 李格非. I sei attributi sono: spaziosità e intimità, artificio e antichità, corsi d'acqua e panorami.

## Caratteristiche
Il Kenroku-en contiene all'incirca 8.750 alberi e 183 specie di piante. Tra i punti di maggior interesse vi sono:
- la più antica fontana del Giappone operante con la pressione naturale dell'acqua;[9]
- Yūgao-tei 夕顔亭, casa da tè costruita nel 1774;
- Shigure-tei 時雨亭 ("Padiglione della pioggia d'autunno"), originariamente fatta costruire dal quinto daimyo Maeda Tsunanori, ricostruita nella sua posizione attuale nel 2000;
- Karasaki-matsu 唐崎松 ("Pino di Karasaki"), piantato dal tredicesimo daimyo Nariyasu con un seme proveniente da Karasaki, località nei pressi del Lago Biwa;
- Kotoji-tōrō 徽軫灯籠, una lanterna di pietra a due gambe, che si dice somigli ad un ponte su un koto, è diventata uno dei simboli del Kenroku-en e della città di Kanazawa;
- Gankō-bashi 雁行橋 ("Ponte delle oche in volo"), creato con undici pietre rosse, disposte in maniera tale da somigliare ad uno stormo di oche in volo;
- Kaiseki-tō 海石塔, pagoda donata al clan Maeda da Toyotomi Hideyoshi.

D'inverno è possibile osservare le yukitsuri 雪釣り, delle corde legate ai rami degli alberi, per sostenerli ed evitare che si spezzino sotto il peso della neve. Poiché queste corde convergono tutte nello stesso punto sopra l'albero di cui sorreggono i rami, formano una sorta di cono.

## Galleria d'immagini

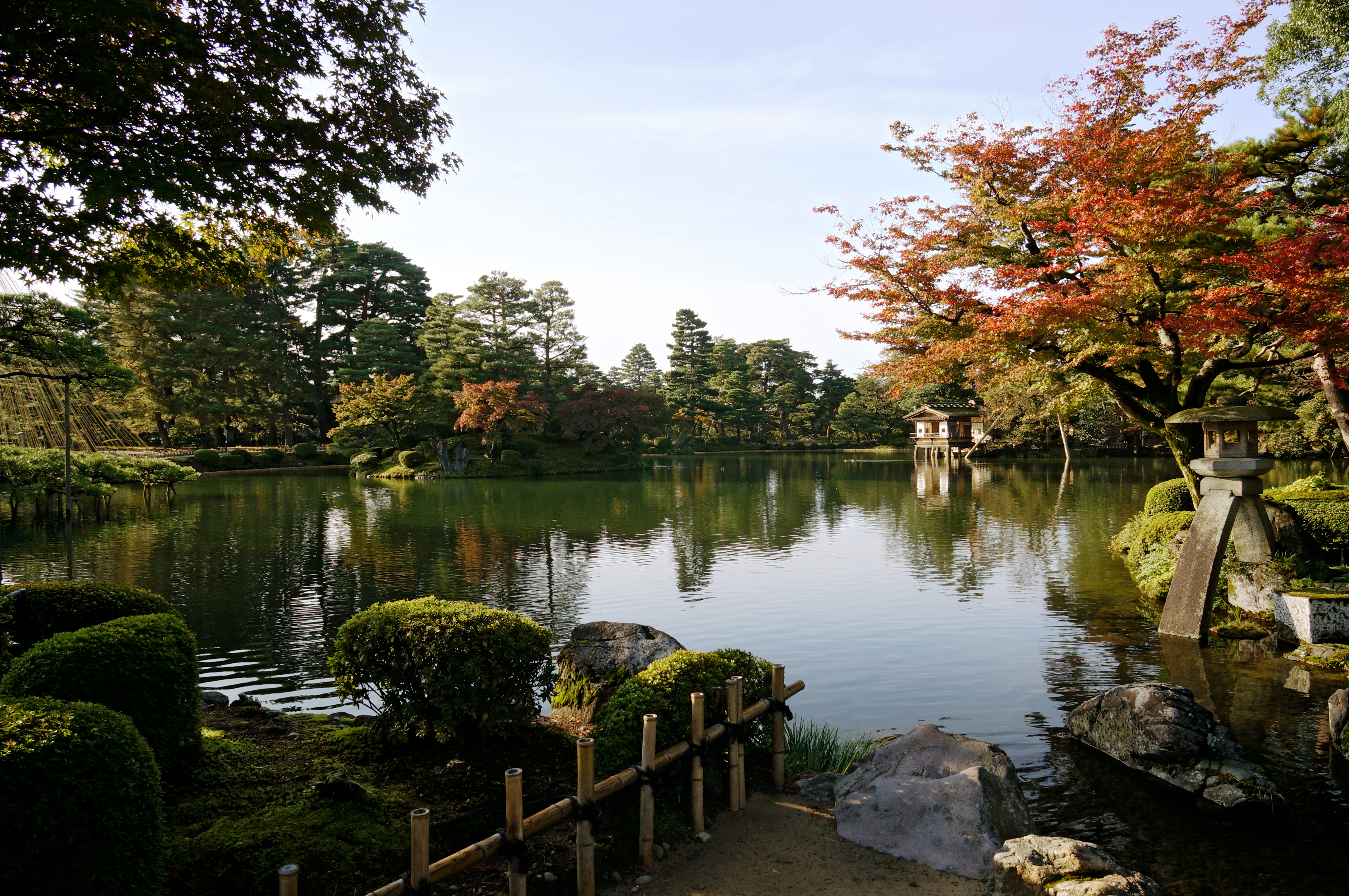
Il Kasumi-ga-ike e la lanterna Kotoji-tōrō in autunno.
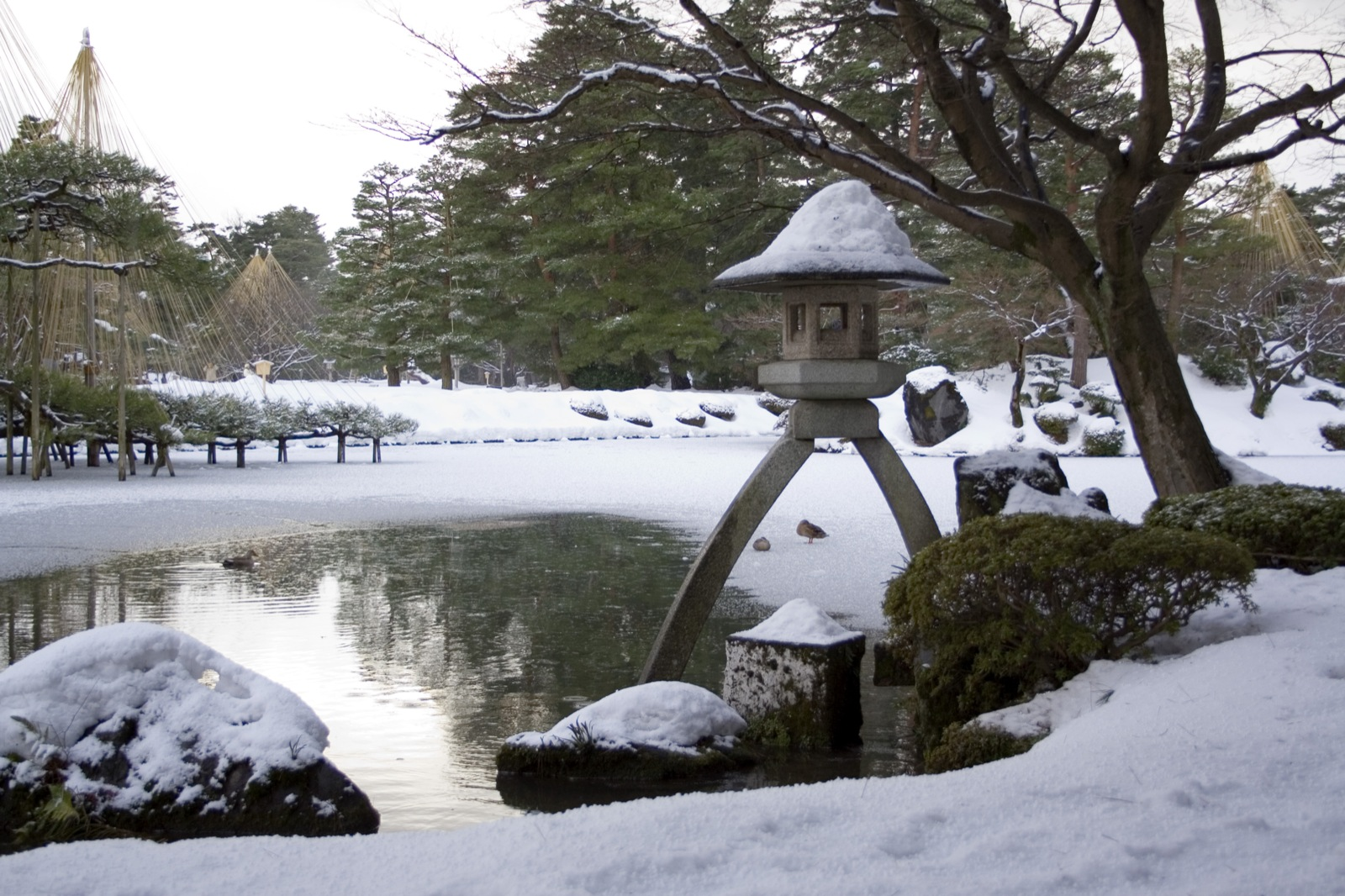
Kasumi-ga-ike e lanterna Kotoji-tōrō d'inverno, con gli yukitsuri sullo sfondo.
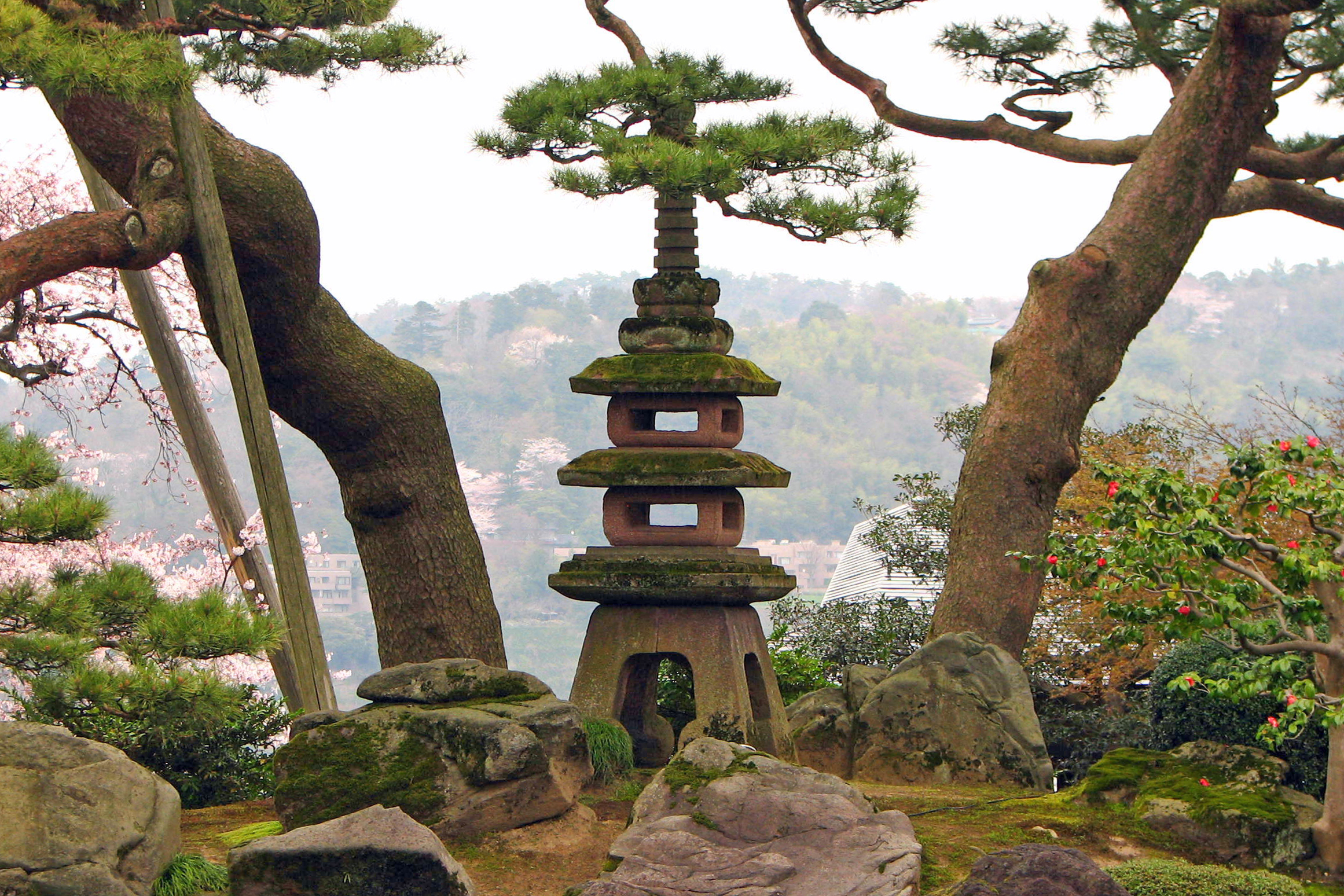
Lanterna.
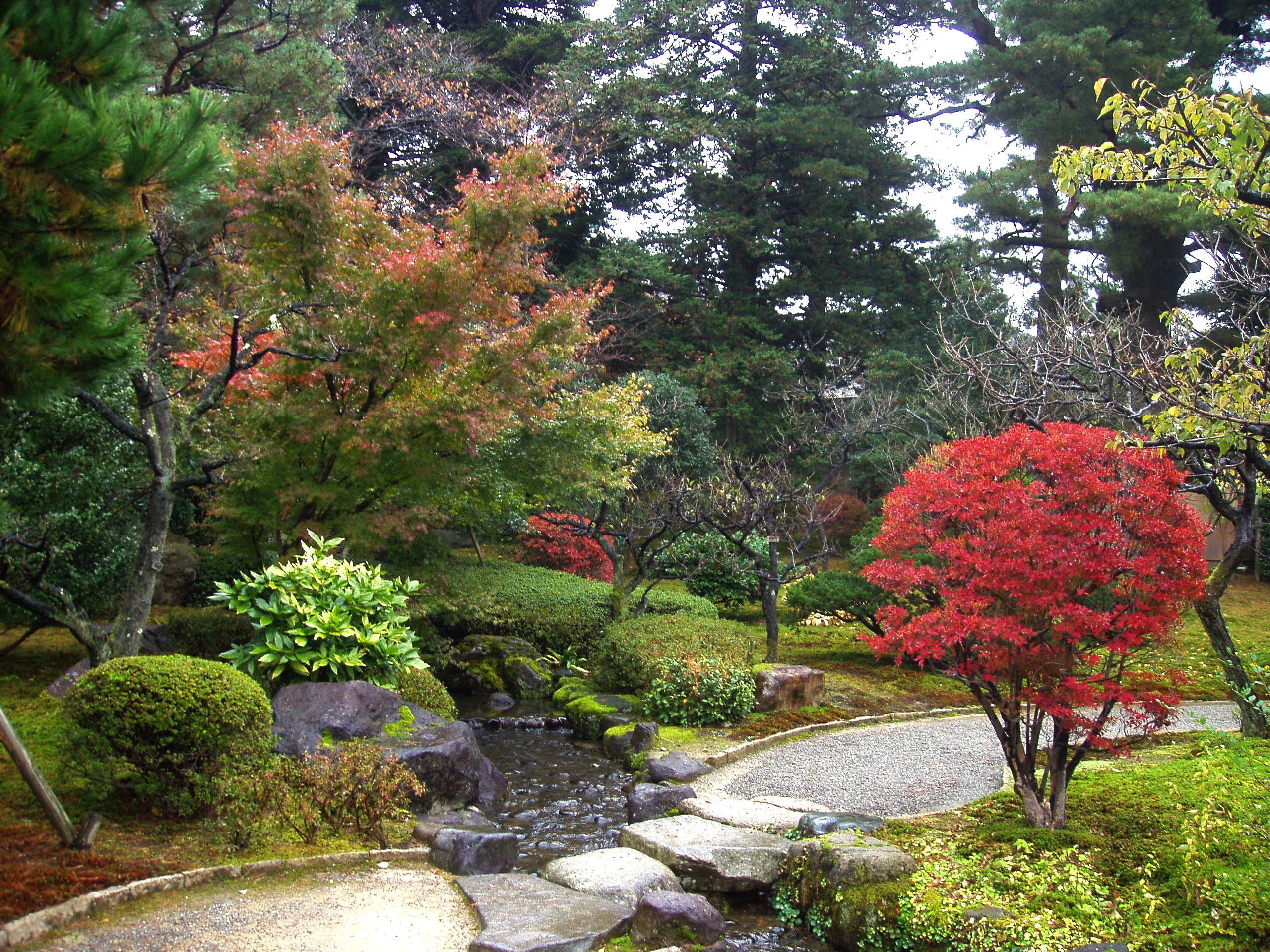
Sentiero e ruscello, metà novembre.
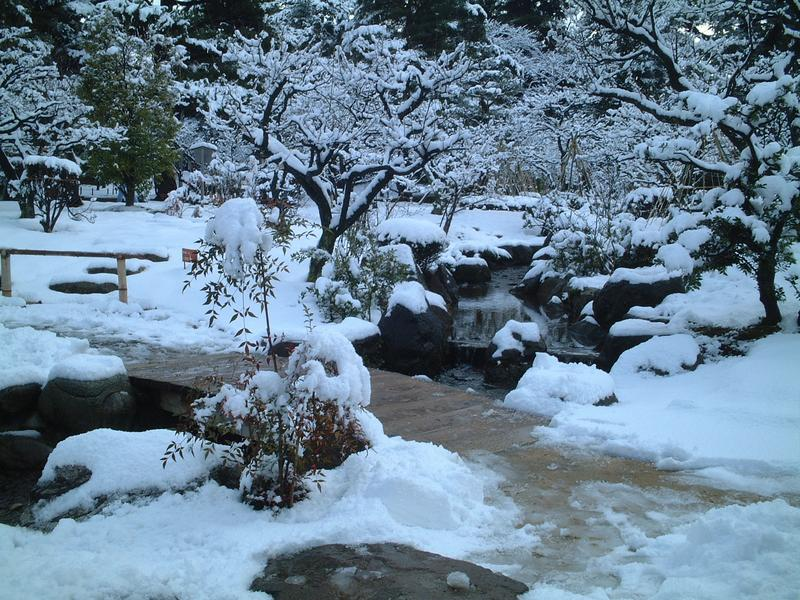
Kenroku-en sotto la neve.
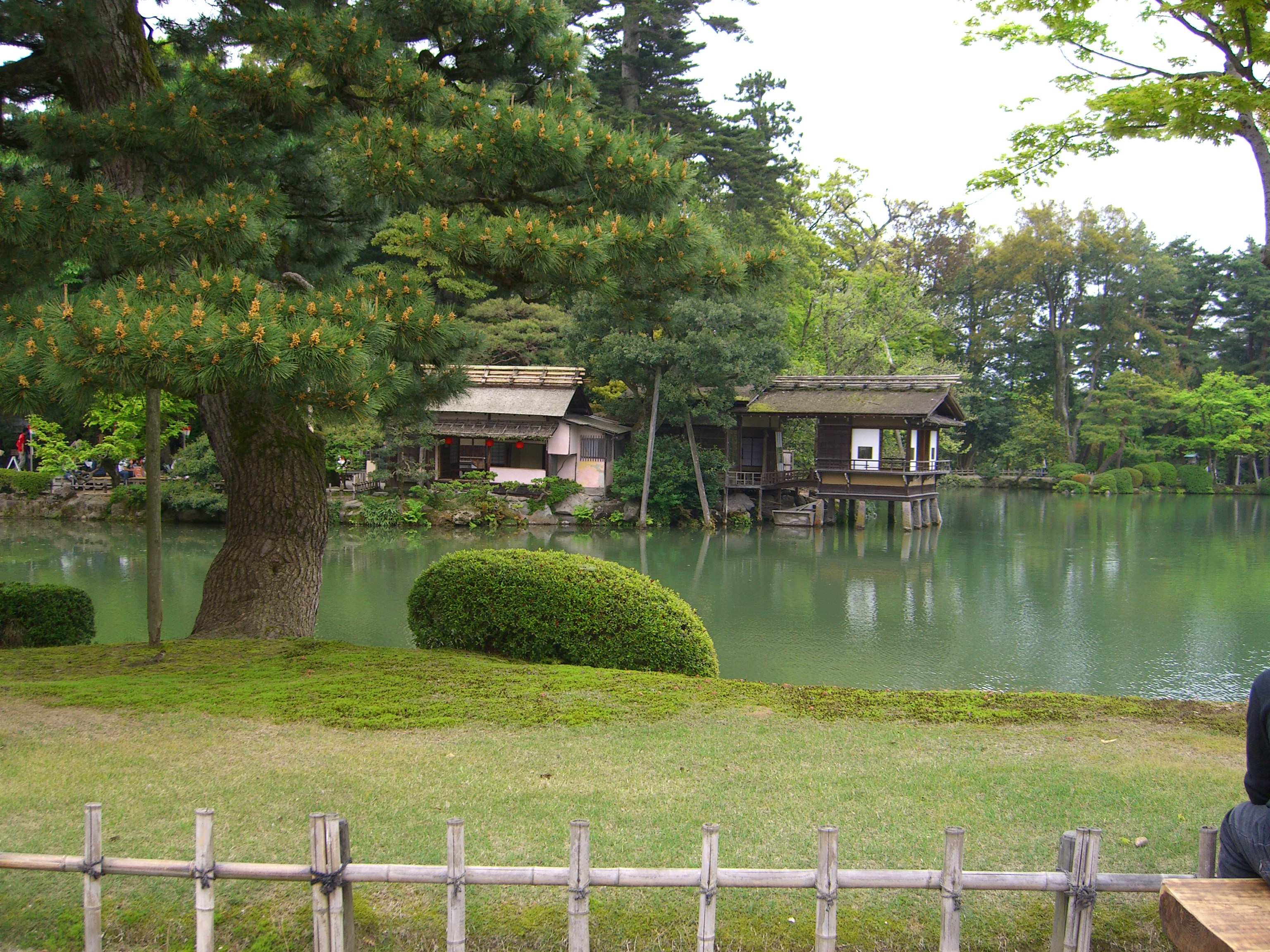
Uchihashi-tei 内橋亭, casa da tè nei pressi dello stagno Kasumi, inizio maggio.
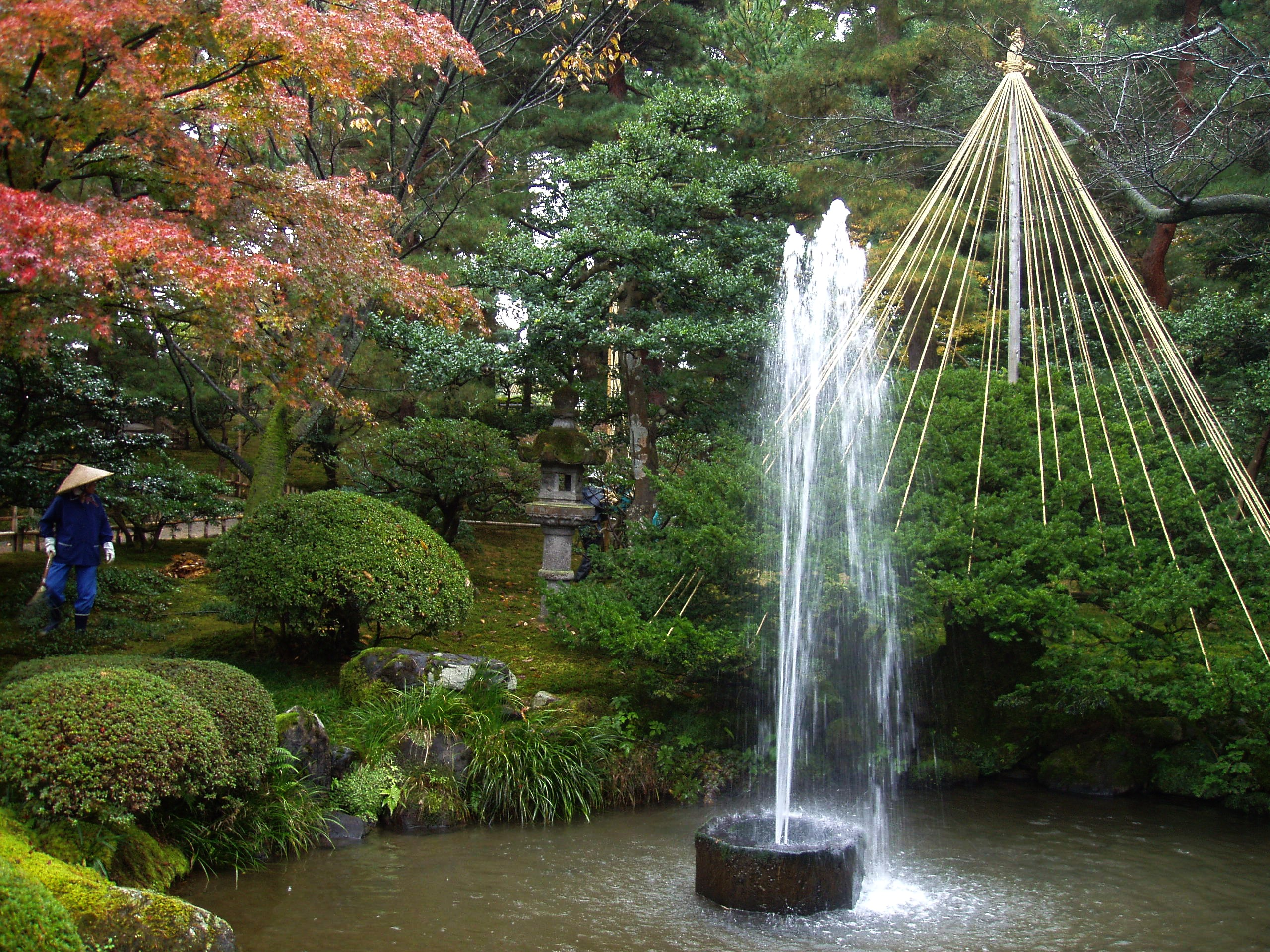
Fontana, metà novembre.
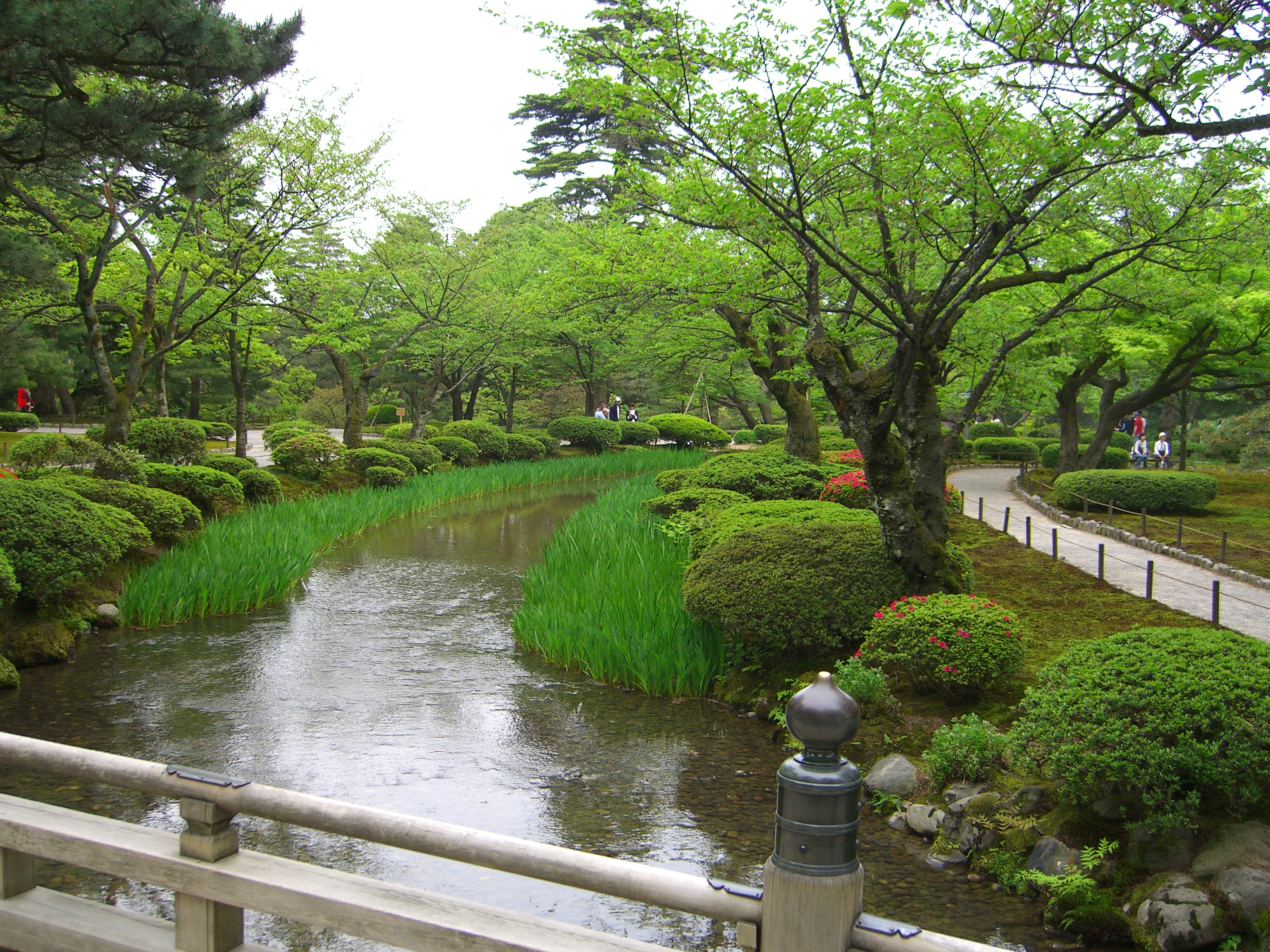
Vista dallo Hanami-bashi, primi di maggio.
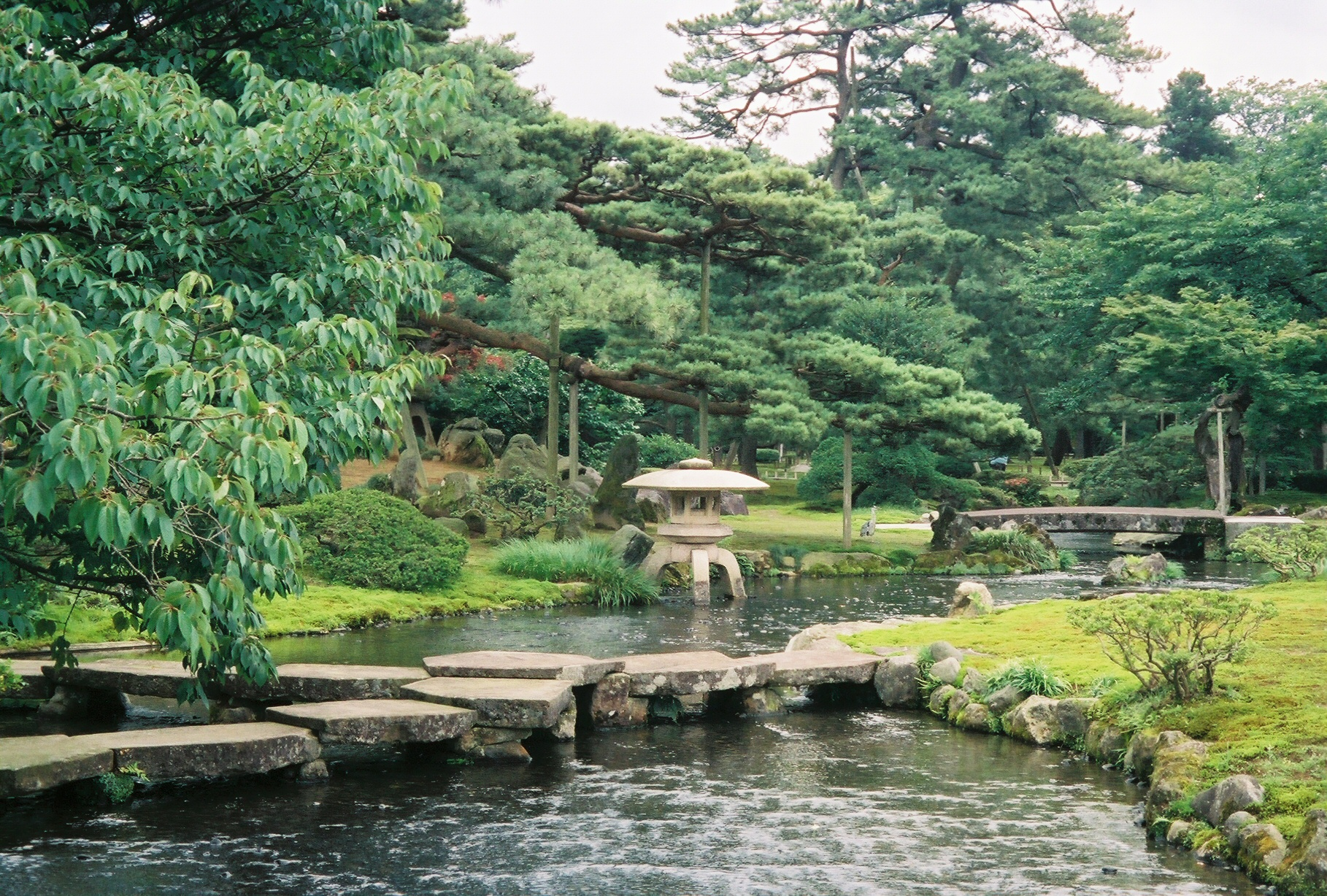
Gankō-bashi.
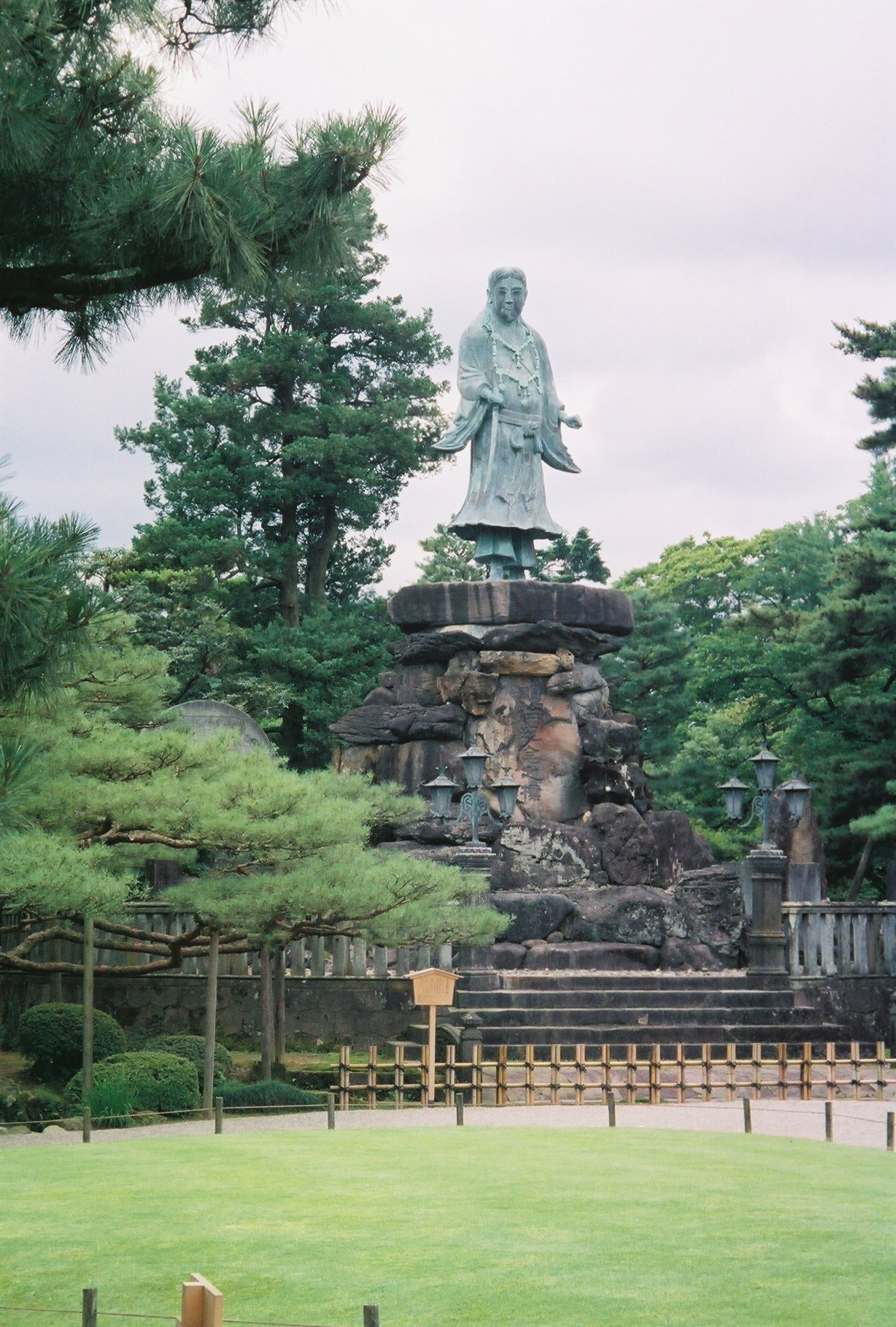
Statua di Yamato Takeru.
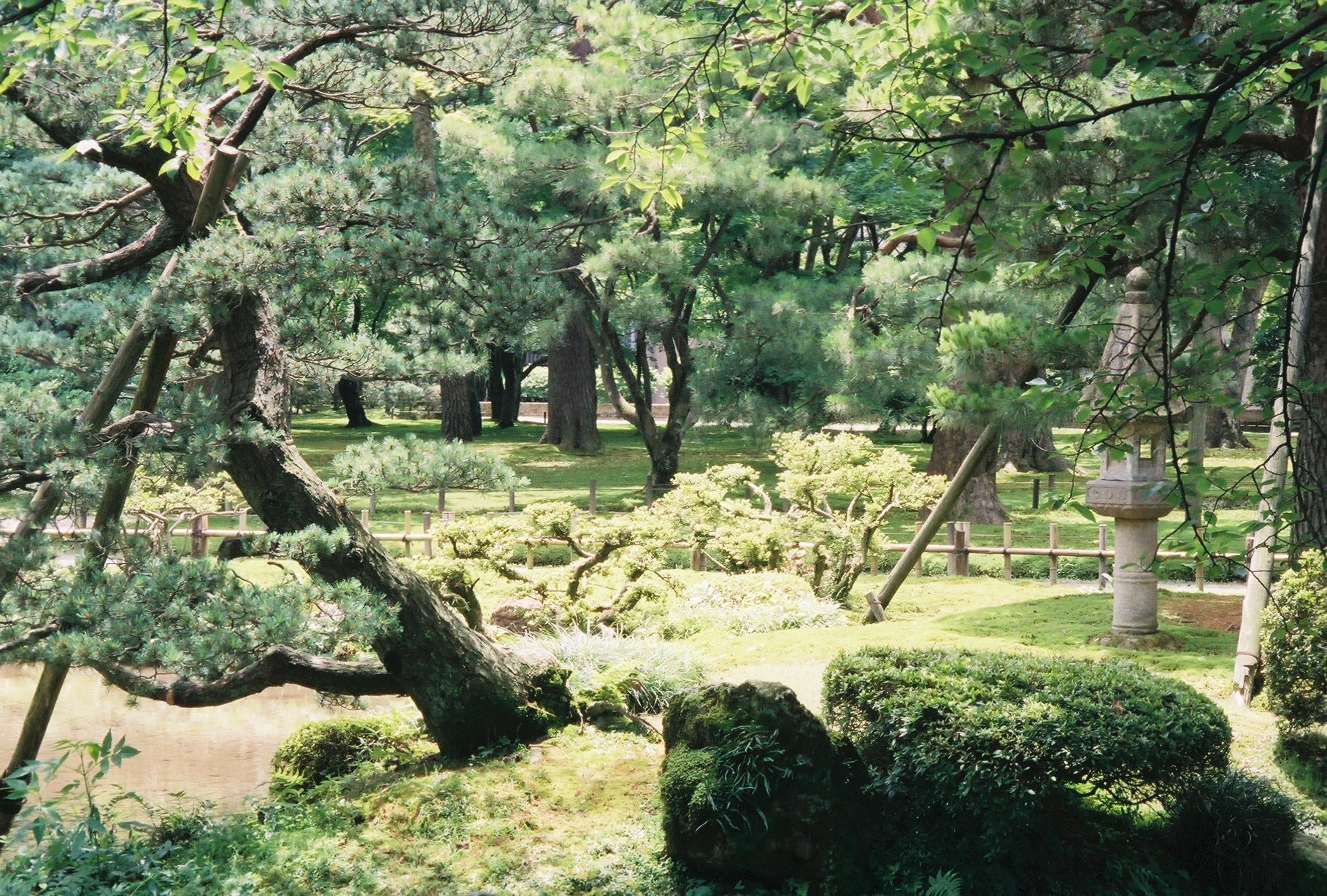
Pini e lanterne.
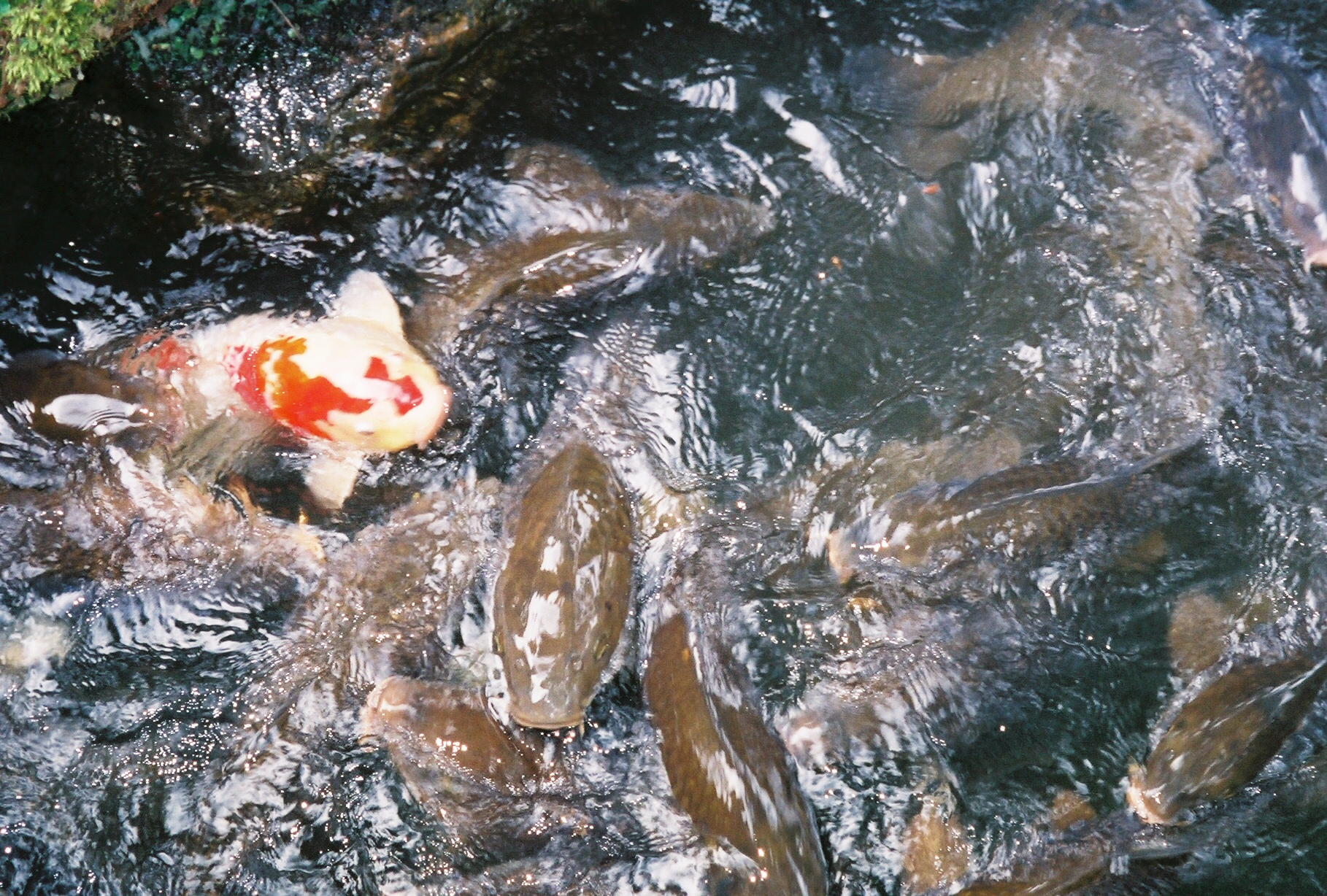
Carpe si accalcano per spartirsi il cibo.